# Hypolysia connollyana
Hypolysia connollyana é uma espécie de gastrópode  da família Subulinidae.
É endémica da Tanzânia.